# Kulin György művei
Kronologikus sorrendben láthatóak Kulin György csillagász tudományos és tudományos-fantasztikus művei.
Kulin György (1905-1989) 21 kisbolygó és egy üstökös felfedezője, a magyarországi amatőrcsillagászat atyja. Életének részletes bemutatása a róla szóló cikkben olvasható.

## Tudományos munkássága
Rengeteg tudományos, ismeretterjesztő, csillagászat-népszerűsítő cikket és könyvet írt, alább csak a legfontosabbak vannak felsorolva.
- A Gauss- és Väisälä-módszer kritikai összehasonlítása. Új eljárások a bolygó földtávolságának meghatározására. Doktori értekezés, Budapest: 1939
- A távcső világa, Haeffner Tivadarral, Budapest: Királyi Magyar Természettudományi Társulat, 1941

A kétkötetes, 672 oldalas nagy mű a hazai amatőrcsillagászat első jelentős szakkönyve. Leíró csillagászaton kívül megfigyelési módszerekkel, tükörcsiszolással és távcsőépítéssel is foglalkozik. Itt olvasható először magyar nyelven részletes távcsőépítési útmutatás. Kulin fő törekvése az volt, hogy bemutassa, hogyan lehet házilag távcsövet készíteni, hogy minél több ember kezébe távcsövet adjon, minél többen részesüljenek a Galilei-féle örömökben.
- Csillagászat az atom korszakában, Kolbenheyer Tiborral, Budapest: Fővárosi Könyvkiadó, 1946
- A csillagászat problémái, Budapest: A szerző kiadása, 1947
- Az élet csillagászati feltételei, Budapest: A szerző kiadása, 1947
- A Mars bolygóról, Budapest: Társadalom- és Természettudományi Ismeretterjesztő Társulat, 1954
- A távcsőoptika elemei, Budapest: Társadalom- és Természettudományi Ismeretterjesztő Társulat, 1955
- Optikai eszközök házi készítése, Budapest: Uránia Ismeretterjesztő Bolt Tudományos Tanácsa, 1957
- A távcső világa, Zerinváry Szilárddal, Budapest: Gondolat Kiadó, 1958

Az 1941-es kiadás jelentős átdolgozása. Zerinváry Szilárd 1958. január 1-jei halála miatt néhány kisebb fejezetnek Bartha Lajos, Gauser Károly, Hernádi Károly, Orgoványi János, Róka Gedeon és Sinka József a szerzője.
- A kis csillagász távcsöve, Budapest: Táncsics Könyvkiadó, 1961
- A nagy Világmindenség, Róka Gedeonnal, Budapest: Kossuth Könyvkiadó, 1961
- Hogyan készítsünk távcsövet, mikroszkópot?, Budapest: Móra Ferenc Ifjúsági Könyvkiadó, 1962
- Az ember és a világmindenség, Budapest: Gondolat Kiadó, 1963
- Űrhajós szakpróba, Ponoki Thewrewk Auréllal, Budapest: Ifj. Lapkiadó, 1964
- Színes Világegyetem, Kolozsváry Györggyel, Budapest: Gondolat Kiadó, 1965
- A Világegyetem, Róka Gedeonnal, Budapest: Gondolat Kiadó, 1965
- Csillagászati kisenciklopédia, szerk., Róka Gedeonnal, Budapest: Gondolat Kiadó, 1969
- Távcsőtükör házi készítése, szerk.: Róka Gedeon, Budapest: Tudományos Ismeretterjesztő Társulat, 1970
- Amit a csillagokról tudni kell! Csillagászat középiskolásoknak (Szakköri füzet), Budapest: Tankönyvkiadó Vállalat, 1972
- A távcső világa, Róka Gedeonnal, Budapest: Gondolat Kiadó, 1975
- Mit mondanak a csillagok?, Budapest: Gondolat Kiadó, 1976
- A távcső világa, Róka Gedeonnal, 2. bővített, Budapest: Gondolat Kiadó, 1980
- Bevezető gondolatok csillagászati szakkörök indításához, Budapest: Tudományos Ismeretterjesztő Társulat, 1981
- Távcsövek házi készítése; átdolg. Both Előd; TIT, Budapest, 1984
- Az ember kozmikus lény…, szerk.: Taracsák Gábor, Budapest, 1997
- Kulin csillagda; szerk. Balla Réka; Könyves Kálmán Gimnázium, Bp., 2001 ("Könyves" almanach)
- Fénycsóva lobbant. Válogatott írások; szerk. Kulin Eszter, Bartha Lajos; N. J. Pro Homine, Budapest-Újpest, 2001 ("Könyves"-könyvek)

## Tudományos-fantasztikus írásai
Kulin György munkásságának üde színfoltját alkotják tudományos fantasztikumai, melyeket Q. G. Lyn álnéven írt.
Sci-fijeinek legfeltűnőbb vonása a csillagászok fontos szerepe: bár az Üzen a nyolcadik bolygó központi szereplője újságíró, a többi könyvben már csillagász. Az is érdekes, hogy az elképzelt jövendő társadalmakban a csillagászok és fizikusok mind nagyon komoly szerepet töltenek be. Természetesen érezhető Kulin művein a szovjet sci-fi hatása, de az amerikai is, például a nők hiánya az első két könyvben. A regények nem az irodalom csúcsai, de nem is ezzel a szándékkal készültek, inkább ismeretterjesztő írások. A dramatizált ismeretterjesztés mértéke fokozatosan csökken, legkevésbé az Asterre jellemző, mégis ez a leginkább elavult mű, a másik három ma is befogadható.
|  | Ez a szócikk a cselekményt részletezi! |

- Q. G. Lyn, A. F. Bian: Üzen a nyolcadik bolygó, Budapest: Magvető Könyvkiadó, 1966. (Fábián Zoltánnal)

Első regényét Fábián Zoltán újságíróval közösen írta. Először 1965-ben az Élet és Tudományban jelent meg folytatásokban, majd egy évvel később könyv alakjában is kiadták. A cselekményt röviden összefoglalva, a főhősök a Marson egy földönkívüli civilizáció nyomaira bukkannak, majd egy rejtélyes égitestet, a Föld felé tartó Bakonyi-objektumot kutatnak. Végül minden összekapcsolódik: a rejtélyes civilizációról kiderül, hogy a Neptunusz szilícium alapú lakóié, akik eltérítve a Bakonyi-objektumot pályájáról, a Földet is megmentik. A mű fogadtatása elég vegyes volt, főleg a fiatalok értékelték, a szakmai kritika legfőbb kifogása az volt, hogy irodalmi értéket szinte alig hordoz, inkább tudománynépszerűsítés, szórakoztató fizikaoktatás.
- Q. G. Lyn: A feltaláló, Élet és Tudomány, 1967, 22. (51.), 2438–2440. o. és 22. (52.), 2486–2488. o.

Kulin György a rövid elbeszélést ezúttal Fábián nélkül írta. A címszereplő feltalálja a H-sugarakat, amelyekkel bárki gondolatait képes kivetíteni.
- Q. G. Lyn, A. F. Bian: Az ellentmondások bolygója, Budapest: Táncsics Kiadó, 1969. (Fábián Zoltánnal)

A következő mű ismét egy Fábiánnal közös munka. Miután a csillagász főhős megfejt egy titokzatos rádióadást, társaival űrhajóra szállnak és meg is találják az idegenek űrhajóját. Közben az is kiderül, hogy fiatalkori táborozásuk különös eseményei szintén ugyanezekkel az idegenekkel kapcsolatosak. A regényben felbukkan többek között egy idegen tehén nevű földönkívüli lény is. Az ellentmondások bolygója talán a szerzőpáros legjobb regénye.
- Q. G. & F. Lyn, A. F. Bian: Aster, Budapest: Magvető Könyvkiadó, 1971. (Fábián Zoltánnal és Kulin Ferenccel)

Az Aster megírásában Fábián Zoltánon kívül már Kulin Ferenc, Kulin György unokaöccse is részt vett. A mű főhőse, Bihari Attila magyar csillagász Angliában a második világháború alatt egy német kémhez való hasonlatossága miatt tudomást szerez néhány rejtélyes jelekkel teleírt lapocska létezéséről, majd miután ezeket viszontlátja egy múzeumban, ellopja őket. Majd megfejti a rajtuk szereplő írást, az egykori Aster bolygó lakosainak üzenetét. Aztán 300 évre hibernáltatja magát. Felélesztése után űrhajóval elrepülnek a Capella bolygóra, ahol találkoznak az Aster-beliek leszármazottaival. Az Aster Kulin leghosszabb könyve. A sok filozofálgatás megnehezíti olvasását, ezen érződik legjobban a kor szelleme a szocialista töltelékeknek hála, valamint a történet is logikátlan egy-két helyen.
- Q. G. Lyn, V. M. Egh: Égi rettenet, Dorog: Primusz, 1991. (Végh Miklóssal)

Utolsó regénye, az Égi rettenet már halála után jelent meg, új társszerzővel, Végh Miklóssal. A cselekmény egyszerű: az Ikarusz kisbolygó össze fog ütközni a Földdel, az emberek megkísérlik elhárítani a katasztrófát. Bár felrobbantják az égitestet, néhány jó nagy darabja mégis a Földnek ütközik, komoly pusztítást okozva. A regény az előzőhöz képest váratlanul jó, itt a korábbi történetekkel ellentétben hiányzik a rózsaszín jövőkép.
Kulin György egy 1988-as interjúban említette készülőben lévő regényeit, az ekkor még Ikarusz címen szereplő Égi retteneten kívül a Borostyánkőt és a Gránitkaput. Utóbbi kettő nem jelent meg, talán el se készült teljesen.

## Külső hivatkozások
- Kulin György-emlékoldal. (Hozzáférés: 2010. március 31.)
- A Magyar Csillagászati Egyesület honlapja. (Hozzáférés: 2008. május 26.)